# Урусов, Александр (писатель)
Александр Иванович Урусов (родился в Москве) — русский писатель, критик и литературовед.

## Биография
Родился в Москве. По собственным словам, написал рассказ «Крик далеких муравьев» в семнадцатилетнем возрасте, «за пару лет» до его публикации в 1965 году в журнале «Сфинксы». В 1965-66 годах был членом молодёжного литературного объединения СМОГ, оставил воспоминания о своём участии.
В 1978 году женился на искусствоведе Николетте Мислер (1946).
В 1982 году перебрался в Италию. Преподаёт русскую литературу и русский язык на факультете литературы и философии Университета Востока (Неаполь).

## Творчество
Публиковался в СССР в самиздатском журнале «Сфинксы» и приложении к журналу группы СМОГ «Авангард» (под псевдонимом Арк. Усякин). В 1965 году его рассказ «Крик далеких муравьев» был переправлен за границу и опубликован в эмигрантском журнале «Грани». Рассказ был переведён на английский и французский языки.
Публиковался также в журнале «Мосты» (Германия). Автор двух романов — «Липучие сны» (2012) и «Мертвые души 2.0. и другие истории из прошлого и будущего» (2020).

## Произведения
- Александр Урусов. Крик далеких муравьев. — Франкфурт-на-Майне: Журнал «Грани», номер 60, 1966.
  - в перев. на англ. Soviet Short Stories, Vol. 2. — Penguin Books, 1968.
  - в перев. на фр. Littérature russe clandestine, trad. du russe par Claire Lopez; préf. de Jean-François Revel. — Paris: Albin Michel, 1971.
- Урусов, Александр Иванович. Смог ли СМОГ : стать самым молодым обществом гениев и лишить соцреализм девственности? : заметки о событиях пятидесятилетней давности / А. И. Урусов // Мосты . — 04/2016. — № 50. — С. 179—201.
  - на итал. Urussov, A. (2015). Essere o non essere SMOG. Diventare la più giovane società di geni e deflorare il realismo socialista?. ENTHYMEMA, (12), 135—154
- Урусов, Александр Иванович. Липучие сны : (Пост)исторический роман / А. И. Урусов . — СПб. : Алетейя, 2012.